# Abukir

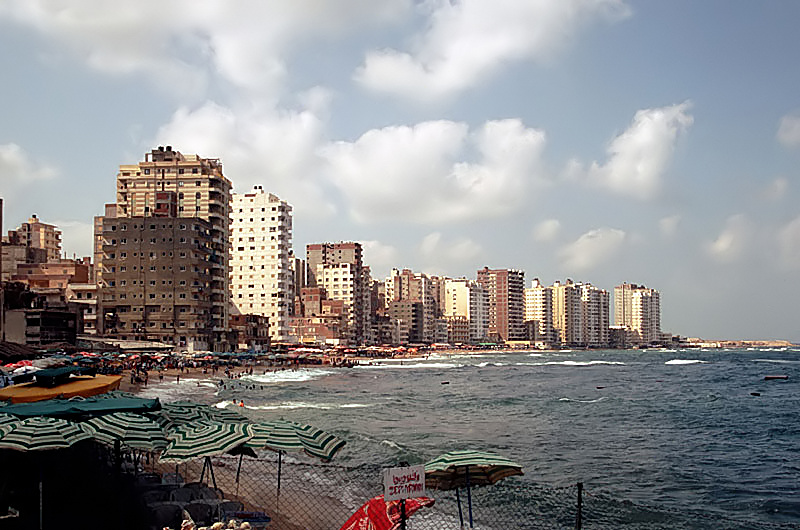
Mittelmeerküste von Abukir

Abukir (auch Abū Qīr oder Aboukir, arabisch أبو قير, das alte Kanopus) ist eine Hafenstadt in Ägypten etwa 20 Kilometer nordöstlich von Alexandria auf einer Landzunge am Mittelmeer.

## Sehenswürdigkeiten
Nahe der Hafenstadt befinden sich eine Reihe altägyptischer, griechischer und römischer Ruinen. Besonders zu beachten sind die drei Kilometer südöstlich der Stadt gelegenen Ruinen aus der Zeit der Stadt Kanopus. Sechs Kilometer von der Küste entfernt entdeckten Franck Goddio und sein Team 2001 in zehn Meter Tiefe die Reste des antiken ägyptischen Handelshafens Herakleion.

## Geschichte
Im frühen fünften Jahrhundert soll Kyrill von Alexandria in Menouthis eine Kirche errichtet und die Gebeine der beiden Heiligen Kyros und Johannes hierher überführt haben (so Sophronios). Wahrscheinlich wurde der Heilschrein mit den Reliquien der beiden diocletianischen Märtyrer aber erst Ende des fünften Jahrhunderts nach der Zerstörung des Isis-Tempels unter Petros Mongos (484) eingerichtet. Die Stätte wurde zu einem bedeutenden Wallfahrtsort und wurde nach dem heiligen Kyros Abu Qir (Vater Kyros) genannt.
Am 1. August 1798 fand vor der Stadt die bedeutende Seeschlacht bei Abukir zwischen Briten und Franzosen statt: Die französische Flotte, die Napoleons Expeditionsheer nach Ägypten übergesetzt hatte, wurde hier von der britischen Flotte unter Führung von Horatio Nelson gestellt und vernichtend geschlagen.
Am 25. Juli 1799 fand hier eine weitere Schlacht zwischen dem französischen Expeditionsheer und türkischen Truppen statt, die Schlacht von Abukir. Nach Beendigung des syrischen Feldzugs landete ein türkisches Heer von 18.000 Mann unter Said Mustafa Pascha bei Abukir und setzte sich hier fest. Kurz darauf eilte Bonaparte mit 5000 Mann Infanterie und 1000 Kavalleristen herbei und schlug die Türken entscheidend. Am 2. August fiel auch das Fort von Abukir wieder in französische Hände. Am 8. März 1801 landeten am Strand von Abukir britische Truppen (insgesamt 17.000 Mann) unter dem Kommando von Ralph Abercromby, eroberten das Fort und besiegten am 21. März die Franzosen unter Menou bei Alexandria.

## Wirtschaft
In Abukir ist der Sitz eines großen ägyptischen Düngemittelherstellers, Abu Qir Fertilizers and Chemicals Industries Company, der im EGX 30 Index enthalten ist.

## Verkehr
Abu Qir hat einen Seehafen, der bis 2023 wesentlich ausgebaut werden soll. Neben einem neuen Containerterminal entsteht eine neue multifunktionale Hafenanlage mit insgesamt 6800 Meter Kaianlage und 8800 Meter Wellenbrechern. Außerdem wird die Hafenzufahrt vertieft sowie ein Wendebecken für große Seeschiffe geschaffen.